# Holzbaupreis

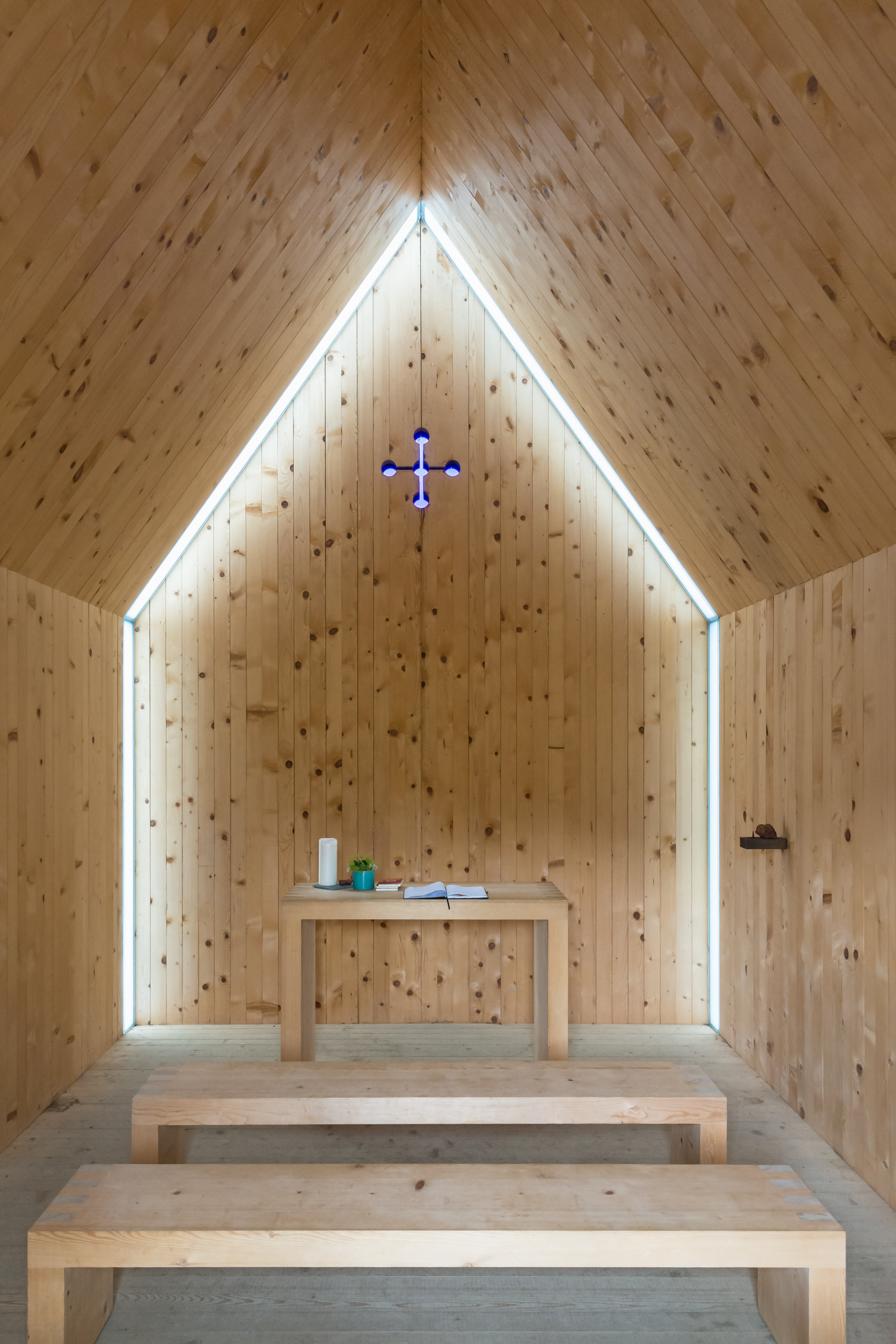
Theodul-Kapelle Andelsbuch (Vorarlberger Holzbaupreis 2011)

Ein Holzbaupreis ist eine Auszeichnung für architektonische Leistungen, bei denen in größerem Umfang Holz verwendet wird.

## Österreich
Ein Holzbaupreis wird in einigen österreichischen Bundesländern im Zweijahresturnus vergeben. Üblicherweise stehen der jeweiligen Jury über 100 Objekte zur Auswahl, was die große Offenheit der österreichischen Bauherren und Planer gegenüber dem dort traditionell genutzten Baustoff Holz dokumentiert. Dabei bestehen prämierte Objekte keinesfalls nur aus Holz, sondern demonstrieren, wie moderne Architektur den Werkstoff Holz mit anderen Werkstoffen, wie etwa Glas, Stahl, Aluminium, Kunststoff, Beton und Stein kombiniert, um eine herausragende ästhetische Gesamtwirkung zu erreichen. Als Vorbilder dienen alle Epochen, angefangen vom klassischen Bergbauernhof über Anlehnungen an den Bauhaus-Stil, bis hin zum Aufgreifen neuzeitlicher Stahlbeton- und Metall-Glas-Architekturen. Prämierte Gebäude sind unter anderem Schulen, Wohnhäuser, Industriebauten, Kulturbauten und Behörden.

## Deutschland
Der Bund Deutscher Zimmermeister vergibt seit 1999 alle zwei Jahre den Deutschen Holzbaupreis. Es werden Neukonstruktionen von Tragwerken, sowie klassische Bauprojekte als Umsetzung in Holzbauten nach neuesten Möglichkeiten und mit unkonventionellen Designs prämiert. Ferner werden Innovationen prämiert, die mit neuen Bauteilen und Techniken neue Perspektiven für den Holzbau eröffnen.

### Regionale Holzbaupreise
- seit 1978: Holzbaupreis Bayern
- seit 2006: Holzbaupreis Hessen[1]
- seit 2009: Holzbaupreis Schleswig-Holstein und Hamburg
- seit 2016: Holzbaupreis Niedersachsen[2]
- seit 2024: Holzbaupreis Nordrhein-Westfalen[3]

## Schweiz

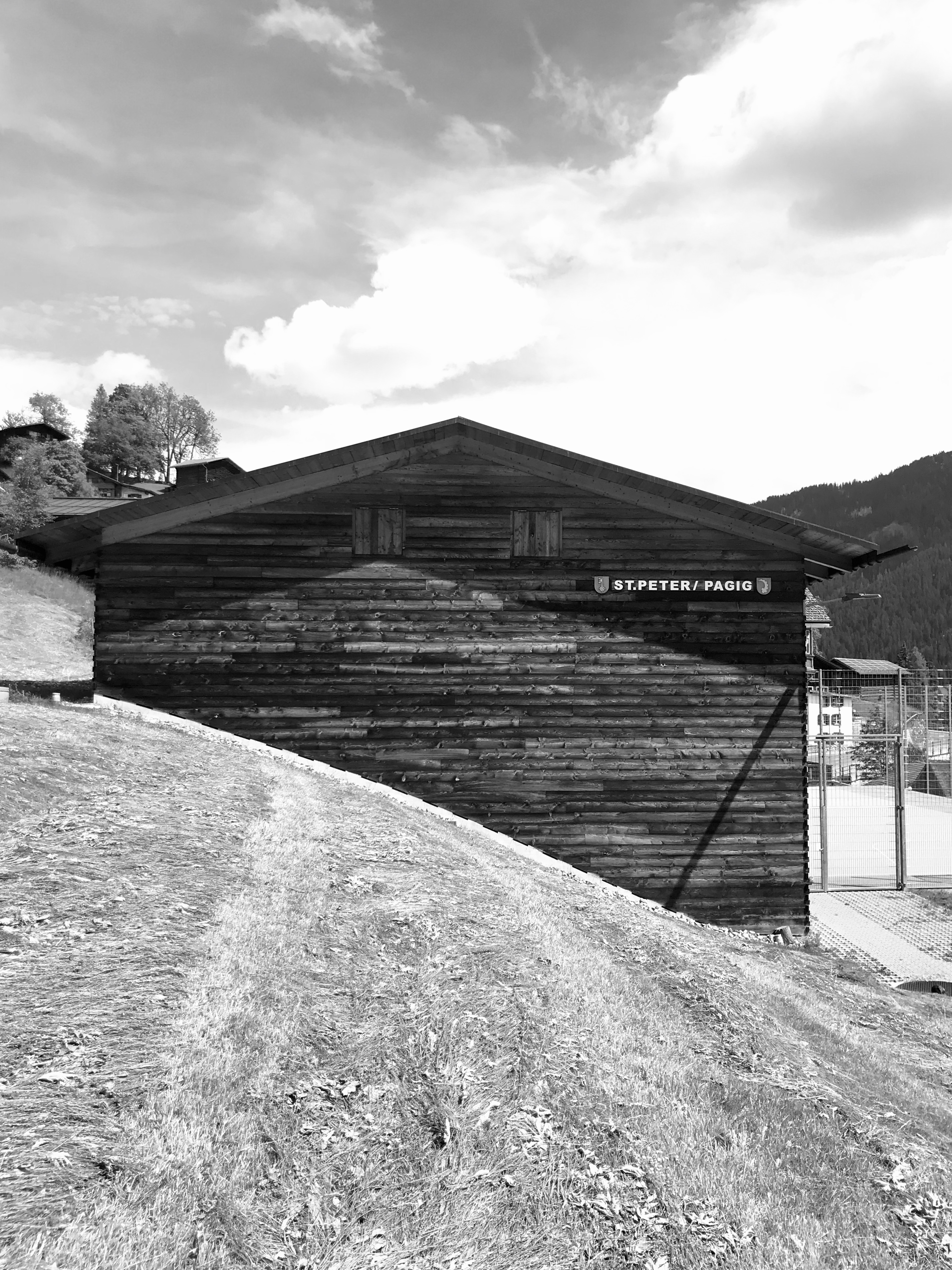
1999: Conradin Clavuot für Schulhaus St. Peter

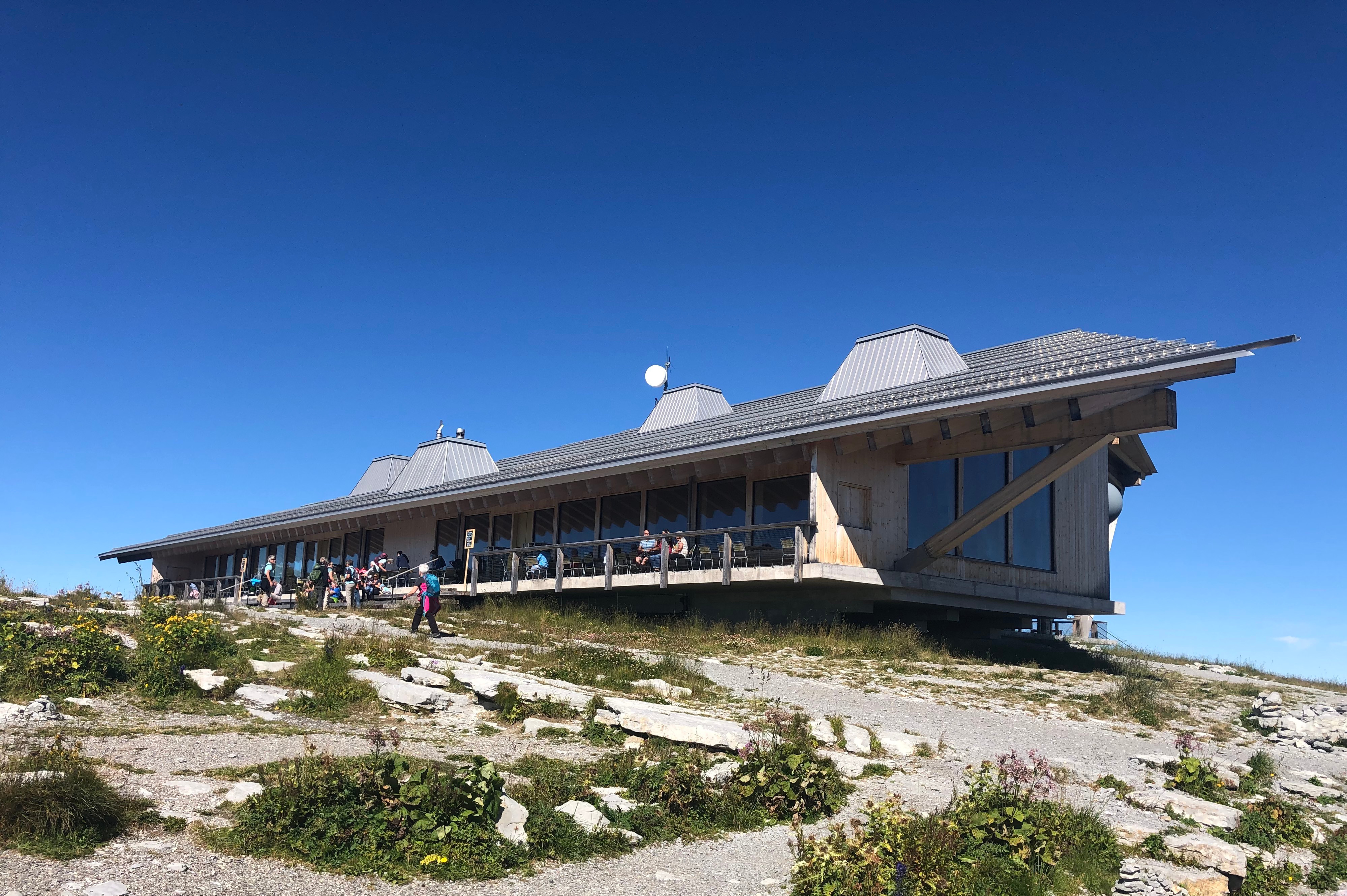
2018: HdM für Chäserrugg Bergstation

Der Schweizer „Prix Lignum“ würdigt den „besonders hochwertigen und zukunftsweisenden Einsatz von Holz in Bauwerken, im Innenausbau, bei Möbeln und bei künstlerischen Arbeiten“. Der Preis hat lange Tradition, dieser wird seit 1932 ausgelobt. Die Gewinner zeichnen sich durch zukunftsweisende Holzbauten aus. Die Jurys bestehen aus einer sechsköpfigen Gruppe und es wird nach Regionen getrennt bewertet. Der Schweizer Holzbaupreis wird im Dreijahresturnus vergeben.

### Preisträger
- 1999: Conradin Clavuot mit Branger & Conzett, Gion A. Caminada mit & Fanchini & Pérez und Branger & Conzett, Meili & Peter (alle mit Conzett Bronzini Gartmann)[6]
- 2009: Conrad Lutz, dukta, Scheitlin-Syfrig + Partner, Blatter Müller, Bauzeit Architekten
- 2012: Pfister Schiess Tropeano, Patrick Thurston, Men Duri Arquint[7], Norbert Mathis und Hemmi & Vasella[8]
- 2015: Patrick Thurston
- 2018: Herzog & de Meuron
- 2021: Nickisch Walder, Andy Senn, Lilitt Bollinger
- 2024: BS+EMI

## Belege
1. ↑  Holzbaupreis Hessen
2. ↑  Holzbaupreis Niedersachsen
3. ↑  Holzbaupreis NRW
4. ↑  "Holzpreis Schweiz - Prix Lignum" vergeben. Abgerufen am 7. Januar 2021.
5. ↑  Prix Lignum 2021;. Abgerufen am 7. Januar 2021.
6. ↑  nextroom-architektur im netz: Gewinner des Prix Lignum. Abgerufen am 7. Januar 2021.
7. ↑  Winterserie Prix Lignum: Grosses Werk auf kleinem Raum. Abgerufen am 30. März 2021.
8. ↑  Werkhof Bonaduz, 2010. Archiviert vom Original (nicht mehr online verfügbar) am 10. Mai 2021; abgerufen am 9. Mai 2021.  Info: Der Archivlink wurde automatisch eingesetzt und noch nicht geprüft. Bitte prüfe Original- und Archivlink gemäß Anleitung und entferne dann diesen Hinweis.